# Pingshun
Pingshun (平顺县,  Píngshùn Xiàn) ist ein chinesischer Kreis der bezirksfreien Stadt Changzhi der Provinz Shanxi. Die Fläche beträgt 1.513 Quadratkilometer und die Einwohnerzahl 115.927 (Stand: Zensus 2020). 1999 zählte Pingshun 165.961 Einwohner.
Der Tiantai-Tempel (Tiantai an 天台庵), die Dayun-Halle (auch Dayun-Tempel, Dayun yuan 大云院), der Longmen-Tempel (Longmen si 龙门寺), der Chunhua-Tempel (Chunhua si 淳化寺), die Tempel Minghui dashi ta 明惠大师塔, Jiutian Shengmu miao 九天圣母庙, Fotou si 佛头寺, Xia Yu shen ci 夏禹神祠 und Jindeng si shiku 金灯寺石窟 stehen auf der Liste der Denkmäler der Volksrepublik China.

## Administrative Gliederung
Auf Gemeindeebene setzt sich der Kreis aus fünf Großgemeinden und sieben Gemeinden zusammen. Diese sind:
- Großgemeinde Qingyang 青羊镇
- Großgemeinde Longxi 龙溪镇
- Großgemeinde Shicheng 石城镇
- Großgemeinde Miaozhuang 苗庄镇
- Großgemeinde Xingcheng 杏城镇

- Gemeinde Xigou 西沟乡
- Gemeinde Dongsitou 东寺头乡
- Gemeinde Hongtiguan 虹梯关乡
- Gemeinde Yanggao 阳高乡
- Gemeinde Beidandong 北耽车乡
- Gemeinde Zhongwujiang 中五井乡
- Gemeinde Beishe 北社乡